# Икономика на знанието
Икономика на знанието е понятие, което обхваща напредъка в науката и технологиите и въздействието, което те оказват върху икономическия и социалния живот. Това е икономика, в която информацията и знанието са основен продукт и ресурс. Изразът става известен благодарение на Питър Дракър, който го използва за заглавие на глава от негова книга. Много наблюдатели констатират, че съвременната икономика се променя в посока икономика на знанието.
Ключово за икономиката на знанието е, че знанието и образованието се разглеждат като:
- бизнес продукт – образователни и иновативни интелектуални продукти и услуги могат да бъдат изнасяни с висока печалба
- актив, който може да произвежда стойност

Икономиката на знанието до голяма степен е свързана с глобализацията и проявите на свръхпредлагане и тотална свързаност, които са резултат от нея.
Според аналитичната рамка, разработена от Световната банка, „икономиката на знанието“ се състои от четири опорни точки:
- Благоприятна икономическа, институционална среда и управление за развитие на предприемачеството;
- Добре развита информационна инфраструктура;
- Съзидателен и добре обучен човешки капитал;
- Национална иновационна система, способна да реализира продукти с високо съдържание на знание.